# Campeonato de Fútbol de Costa Rica 1992-1993
La temporada 1992-93 de la Liga Superior fue la 74.ª edición de la máxima categoría del sistema de Ligas costarricenses de fútbol. Se disputó desde el 13 de septiembre de 1992 y concluyó el 29 de julio de 1993.
El Herediano conquistó el título de la temporada al derrotar en la gran final a Cartaginés, luego de un controvertido partido de vuelta que inició el 11 de julio y que terminó hasta el 29 de julio.

## Sistema de competición
La temporada de la Liga Superior estuvo conformada en tres partes:
- Primera fase: Se integró por las 32 jornadas del certamen.
- Segunda fase: Se integró por dos cuadrangulares con los mejores ocho equipos por 6 jornadas.
- Gran final: Disputaron la serie el líder de la primera fase y el ganador de la segunda ronda.

### Primera fase
En la fase de clasificación se observó el sistema de puntos. La ubicación en la tabla general, estuvo sujeta a lo siguiente:
- Por juego ganado se otorgaron dos puntos.
- Por juego empatado se otorgó un punto.
- Por juego perdido no se otorgaron puntos.

En esta fase participaron los 12 clubes de la Liga Superior jugando todos contra todos durante las 32 jornadas respectivas a lo largo de la temporada, a visita recíproca durante cuatro vueltas. Para la primera y tercera ronda jugaron todos contra todos; en la segunda y cuarta ronda, los equipos compitieron en dos grupos regionales.
El orden de los clubes al final de la fase de clasificación del torneo correspondió a la suma de los puntos obtenidos por cada uno de ellos y se presentó en forma descendente. Si al finalizar las 32 jornadas del torneo, dos o más clubes estuviesen empatados en puntos, su posición en la tabla general fue determinada atendiendo a los siguientes criterios de desempate:
1. Mayor diferencia positiva general de goles. Este resultado se obtiene mediante la sumatoria de los goles anotados a todos los rivales, en cada campeonato menos los goles recibidos de estos.
2. Mayor cantidad de goles a favor, anotados a todos los rivales dentro de la misma competencia.
3. Mejor puntuación particular que hayan conseguido en las confrontaciones particulares entre ellos mismos.
4. Mayor diferencia positiva particular de goles, la cual se obtiene sumando los goles de los equipos empatados y restándole los goles recibidos.
5. Mayor cantidad de goles a favor que hayan conseguido en las confrontaciones entre ellos mismos.
6. Como última alternativa, el ente organizador realizaría un sorteo para el desempate.

El equipo con más puntos de la clasificación general, se garantiza un puesto para la gran final por el título.
El último equipo clasificado desciende de categoría, siendo su plaza ocupada por el campeón de Segunda División para la siguiente campaña.

### Segunda fase
La segunda fase consistió en dos cuadrangulares según la posición de los equipos en sus respectivos grupos regionales.
- La primera cuadrangular se integró por el primero y segundo lugar del grupo A y por el tercero y cuarto del grupo B.
- La segunda cuadrangular se integró por el primero y segundo lugar del grupo B y por el tercero y cuarto del grupo A.

De estas dos cuadrangulares salieron dos equipos clasificados a series semifinales cruzadas, a dos partidos, para obtener dos finalistas de esta segunda fase. El equipo vencedor de esta última serie se asegura un puesto para la gran final por el título. Si un club repite su condición de líder de la primera fase y ganador de la segunda fase, se proclamaría campeón automáticamente sin necesidad de forzar a una gran final.
Los partidos de semifinales se jugaron de la siguiente manera:

### Gran final
Se disputó entre el líder de la etapa de clasificación y el ganador de la fase cuadrangular a dos partidos para definir un campeón.

## Información de los equipos
Tomaron parte en el torneo doce clubes, con la incorporación de Ramonense tras haber quedado campeón de Segunda División.
| Equipo        | Entrenador          | Ciudad     | Estadio          |
| ------------- | ------------------- | ---------- | ---------------- |
| Alajuelense   | Ivan Mraz           | Alajuela   | Morera Soto      |
| Carmelita     | Carlos Watson       | Alajuela   | Morera Soto      |
| Cartaginés    | Rodolfo Arias       | Cartago    | "Fello" Meza     |
| Guanacasteca  | Orlando de León     | Nicoya     | Chorotega        |
| Herediano     | Juan Luis Hernández | Heredia    | Rosabal Cordero  |
| Limonense     | Victorino Quesada   | Limón      | Juan Gobán       |
| Pérez Zeledón | Juan José Gámez     | San Isidro | Municipal        |
| Puntarenas    | Marvin Rodríguez    | Puntarenas | "Lito" Pérez     |
| Ramonense     | Toribio Rojas       | San Ramón  | Guillermo Vargas |
| San Carlos    | Frank Carrillo      | Quesada    | Carlos Ugalde    |
| Saprissa      | Julio César Cortés  | Tibás      | Ricardo Saprissa |
| Turrialba     | Rolando Villalobos  | Turrialba  | Rafael Camacho   |

### Relevo de plazas
| Descendido a Liga Mayor |
| ----------------------- |
| C. S. Uruguay           |

| Ascendido de Liga Mayor |
| ----------------------- |
| A. D. Ramonense         |

## Primera fase

### Clasificación general
| Pos. | Equipo               | Pts. | PJ | G  | E  | P  | GF | GC | Dif. | Notas                     |
| ---- | -------------------- | ---- | -- | -- | -- | -- | -- | -- | ---- | ------------------------- |
| 1    | C. S. Herediano      | 45   | 32 | 17 | 11 | 4  | 48 | 22 | +26  | Clasifica a la gran final |
| 2    | L. D. Alajuelense    | 40   | 32 | 14 | 12 | 6  | 50 | 29 | +21  |                           |
| 3    | Municipal Puntarenas | 37   | 32 | 11 | 15 | 6  | 44 | 30 | +14  |                           |
| 4    | C. S. Cartaginés     | 37   | 32 | 13 | 11 | 8  | 32 | 26 | +6   |                           |
| 5    | Deportivo Saprissa   | 35   | 32 | 10 | 15 | 7  | 35 | 32 | +3   |                           |
| 6    | Municipal Turrialba  | 34   | 32 | 10 | 14 | 8  | 34 | 28 | +6   |                           |
| 7    | A. D. Carmelita      | 33   | 32 | 10 | 13 | 9  | 39 | 39 | 0    |                           |
| 8    | Pérez Zeledón        | 30   | 32 | 10 | 10 | 12 | 29 | 30 | −1   |                           |
| 9    | A. D. Ramonense      | 30   | 32 | 12 | 6  | 14 | 33 | 44 | −11  |                           |
| 10   | A. D. Limonense      | 26   | 32 | 10 | 6  | 16 | 35 | 47 | −12  |                           |
| 11   | A. D. San Carlos     | 21   | 32 | 6  | 9  | 17 | 26 | 44 | −18  |                           |
| 12   | A. D. Guanacasteca   | 16   | 32 | 4  | 8  | 20 | 25 | 58 | −33  | Descenso de categoría     |

 Fuente: La República
Criterios de clasificación: Puntos · Diferencia de goles · Goles a favor

### Grupos
Los equipos fueron divididos en grupos regionales para jugar la segunda y cuarta ronda, cuyos resultados sumaron en la clasificación general.

#### Grupo A
| Pos. | Equipo               | Pts. | PJ | G  | E  | P  | GF | GC | Dif. | Notas                       |
| ---- | -------------------- | ---- | -- | -- | -- | -- | -- | -- | ---- | --------------------------- |
| 1    | L. D. Alajuelense    | 40   | 32 | 14 | 12 | 6  | 50 | 29 | +21  | Clasifica a la cuadrangular |
| 2    | Municipal Puntarenas | 37   | 32 | 11 | 15 | 6  | 44 | 30 | +14  | Clasifica a la cuadrangular |
| 3    | C. S. Cartaginés     | 37   | 32 | 13 | 11 | 8  | 32 | 26 | +6   | Clasifica a la cuadrangular |
| 4    | A. D. Ramonense      | 30   | 32 | 12 | 6  | 14 | 33 | 44 | −11  | Clasifica a la cuadrangular |
| 5    | A. D. San Carlos     | 21   | 32 | 6  | 9  | 17 | 26 | 44 | −18  |                             |
| 6    | A. D. Guanacasteca   | 16   | 32 | 4  | 8  | 20 | 25 | 58 | −33  |                             |

 Fuente: La República
Criterios de clasificación: Puntos · Diferencia de goles · Goles a favor

#### Grupo B
| Pos. | Equipo              | Pts. | PJ | G  | E  | P  | GF | GC | Dif. | Notas                       |
| ---- | ------------------- | ---- | -- | -- | -- | -- | -- | -- | ---- | --------------------------- |
| 1    | C. S. Herediano     | 45   | 32 | 17 | 11 | 4  | 48 | 22 | +26  | Clasifica a la cuadrangular |
| 2    | Deportivo Saprissa  | 35   | 32 | 10 | 15 | 7  | 35 | 32 | +3   | Clasifica a la cuadrangular |
| 3    | Municipal Turrialba | 34   | 32 | 10 | 14 | 8  | 34 | 28 | +6   | Clasifica a la cuadrangular |
| 4    | A. D. Carmelita     | 33   | 32 | 10 | 13 | 9  | 39 | 39 | 0    | Clasifica a la cuadrangular |
| 5    | Pérez Zeledón       | 30   | 32 | 10 | 10 | 12 | 29 | 30 | −1   |                             |
| 6    | A. D. Limonense     | 26   | 32 | 10 | 6  | 16 | 35 | 47 | −12  |                             |

 Fuente: La República
Criterios de clasificación: Puntos · Diferencia de goles · Goles a favor

## Resultados
- Los horarios corresponden al tiempo de Costa Rica (UTC-6).
- El calendario de los partidos se presentó el 5 de septiembre de 1992.[2]

| Pérez Zeledón      | 2 - 0 | Guanacasteca | Municipal        | 13 de septiembre | 11:00 | 390   |
| San Carlos         | 3 - 1 | Limonense    | Carlos Ugalde    | 13 de septiembre | 11:00 | 957   |
| Saprissa           | 0 - 2 | Turrialba    | Ricardo Saprissa | 13 de septiembre | 11:00 | 1 738 |
| Alajuelense        | 1 - 1 | Carmelita    | Morera Soto      | 13 de septiembre | 11:00 | 3 765 |
| Puntarenas         | 0 - 0 | Cartaginés   | Lito Pérez       | 13 de septiembre | 11:00 | 1 085 |
| Herediano          | 1 - 0 | Ramonense    | Rosabal Cordero  | 13 de septiembre | 11:00 | 3 118 |
| Total de goles: 11 |       |              |                  |                  |       |       |

| Cartaginés         | 2 - 1 | Alajuelense   | Fello Meza       | 20 de septiembre | 11:00 | 3 823 |
| Turrialba          | 1 - 0 | San Carlos    | Rafael Camacho   | 20 de septiembre | 11:00 |       |
| Guanacasteca       | 1 - 2 | Herediano     | Chorotega        | 20 de septiembre | 11:00 | 1 160 |
| Ramonense          | 2 - 2 | Puntarenas    | Guillermo Vargas | 20 de septiembre | 11:00 | 1 119 |
| Carmelita          | 2 - 2 | Saprissa      | Morera Soto      | 20 de septiembre | 12:00 | 1 346 |
| Limonense          | 0 - 1 | Pérez Zeledón | Juan Gobán       | 20 de septiembre | 13:00 | 506   |
| Total de goles: 16 |       |               |                  |                  |       |       |

| Saprissa           | 4 - 0 | Cartaginés   | Ricardo Saprissa | 27 de septiembre | 11:00 | 2 284 |
| Alajuelense        | 6 - 2 | Ramonense    | Morera Soto      | 27 de septiembre | 11:00 | 1 360 |
| Pérez Zeledón      | 0 - 3 | Herediano    | Municipal        | 27 de septiembre | 11:00 | 1 289 |
| Puntarenas         | 2 - 1 | Guanacasteca | Lito Pérez       | 27 de septiembre | 11:00 | 721   |
| Limonense          | 1 - 2 | Turrialba    | Juan Gobán       | 27 de septiembre | 13:00 | 610   |
| San Carlos         | 0 - 0 | Carmelita    | Carlos Ugalde    | 27 de septiembre | 15:00 | 1 375 |
| Total de goles: 21 |       |              |                  |                  |       |       |

| Ramonense          | 2 - 2 | Saprissa      | Guillermo Vargas | 4 de octubre    | 11:00 | 2 053 |
| Turrialba          | 1 - 1 | Pérez Zeledón | Rafael Camacho   | 4 de octubre    | 11:00 |       |
| Cartaginés         | 2 - 0 | San Carlos    | Fello Meza       | 4 de octubre    | 11:00 | 1 130 |
| Carmelita          | 4 - 3 | Limonense     | Morera Soto      | 4 de octubre    | 11:00 | 378   |
| Herediano          | 0 - 0 | Puntarenas    | Rosabal Cordero  | 4 de octubre    | 11:00 | 4 751 |
| Guanacasteca       | 1 - 2 | Alajuelense   | Chorotega        | 30 de diciembre | 19:00 |       |
| Total de goles: 18 |       |               |                  |                 |       |       |

| Saprissa           | 4 - 1 | Guanacasteca | Ricardo Saprissa | 11 de octubre | 11:00 | 1 203 |
| Turrialba          | 1 - 1 | Carmelita    | Rafael Camacho   | 11 de octubre | 11:00 | 841   |
| Alajuelense        | 1 - 2 | Herediano    | Morera Soto      | 11 de octubre | 11:00 | 6 886 |
| Pérez Zeledón      | 1 - 1 | Puntarenas   | Municipal        | 11 de octubre | 11:00 | 608   |
| Limonense          | 1 - 0 | Cartaginés   | Juan Gobán       | 11 de octubre | 13:00 | 691   |
| San Carlos         | 2 - 1 | Ramonense    | Carlos Ugalde    | 11 de octubre | 15:00 | 573   |
| Total de goles: 16 |       |              |                  |               |       |       |

| Herediano          | 0 - 0 | Saprissa      | Rosabal Cordero  | 18 de octubre | 11:00 | 9 651 |
| Puntarenas         | 1 - 2 | Alajuelense   | Lito Pérez       | 18 de octubre | 11:00 | 2 269 |
| Cartaginés         | 0 - 0 | Turrialba     | Fello Meza       | 18 de octubre | 11:00 |       |
| Carmelita          | 3 - 1 | Pérez Zeledón | Morera Soto      | 18 de octubre | 11:00 | 395   |
| Guanacasteca       | 3 - 2 | San Carlos    | Chorotega        | 18 de octubre | 11:00 | 547   |
| Ramonense          | 0 - 1 | Limonense     | Guillermo Vargas | 18 de octubre | 11:00 | 708   |
| Total de goles: 13 |       |               |                  |               |       |       |

| Pérez Zeledón      | 2 - 0 | Alajuelense  | Municipal        | 25 de octubre | 11:00 | 1 354 |
| Saprissa           | 1 - 1 | Puntarenas   | Ricardo Saprissa | 25 de octubre | 11:00 | 3 203 |
| Turrialba          | 0 - 0 | Ramonense    | Rafael Camacho   | 25 de octubre | 11:00 | 670   |
| Carmelita          | 0 - 2 | Cartaginés   | Morera Soto      | 25 de octubre | 11:00 | 847   |
| Limonense          | 1 - 1 | Guanacasteca | Juan Gobán       | 25 de octubre | 13:00 | 868   |
| San Carlos         | 1 - 2 | Herediano    | Carlos Ugalde    | 25 de octubre | 15:00 | 2 173 |
| Total de goles: 11 |       |              |                  |               |       |       |

| Puntarenas        | 1 - 1 | San Carlos    | Lito Pérez       | 19 de diciembre | 20:00 | 777   |
| Alajuelense       | 0 - 0 | Saprissa      | Morera Soto      | 20 de diciembre | 11:00 | 5 467 |
| Guanacasteca      | 0 - 0 | Turrialba     | Chorotega        | 20 de diciembre | 11:00 | 488   |
| Herediano         | 2 - 1 | Limonense     | Rosabal Cordero  | 20 de diciembre | 11:00 | 1 493 |
| Cartaginés        | 2 - 0 | Pérez Zeledón | Fello Meza       | 20 de diciembre | 12:00 | 709   |
| Ramonense         | 1 - 0 | Carmelita     | Guillermo Vargas | 20 de diciembre | 15:00 | 523   |
| Total de goles: 8 |       |               |                  |                 |       |       |

| Pérez Zeledón      | 0 - 1 | Saprissa     | Municipal      | 26 de diciembre | 19:00 | 1 846 |
| Carmelita          | 1 - 0 | Guanacasteca | Morera Soto    | 26 de diciembre | 20:00 | 501   |
| San Carlos         | 0 - 0 | Alajuelense  | Carlos Ugalde  | 26 de diciembre | 11:00 | 1 775 |
| Cartaginés         | 4 - 1 | Ramonense    | Fello Meza     | 26 de diciembre | 11:00 | 460   |
| Turrialba          | 0 - 1 | Herediano    | Rafael Camacho | 30 de diciembre | 19:00 | 2 043 |
| Limonense          | 4 - 1 | Puntarenas   | Juan Gobán     |                 | 11:00 | 1 426 |
| Total de goles: 13 |       |              |                |                 |       |       |

| Herediano          | 2 - 0 | Carmelita  | Rosabal Cordero  |       | 11:00 | 3 574 |
| Saprissa           | 1 - 0 | San Carlos | Ricardo Saprissa | 11:00 | 1 889 |       |
| Puntarenas         | 3 - 1 | Turrialba  | Lito Pérez       | 11:00 | 608   |       |
| Guanacasteca       | 1 - 0 | Cartaginés | Chorotega        | 11:00 | 856   |       |
| Pérez Zeledón      | 2 - 0 | Ramonense  | Municipal        | 15:00 | 534   |       |
| Alajuelense        | 1 - 0 | Limonense  | Morera Soto      |       | 20:00 | 4 608 |
| Total de goles: 11 |       |            |                  |       |       |       |

| San Carlos         | 0 - 1 | Pérez Zeledón | Carlos Ugalde    |       | 19:00 |       |
| Carmelita          | 1 - 1 | Puntarenas    | Morera Soto      | 20:00 | 931   |       |
| Turrialba          | 1 - 1 | Alajuelense   | Rafael Camacho   |       | 11:00 | 1 640 |
| Cartaginés         | 2 - 1 | Herediano     | Fello Meza       | 11:00 | 4 298 |       |
| Limonense          | 2 - 0 | Saprissa      | Juan Gobán       | 12:00 |       |       |
| Ramonense          | 3 - 1 | Guanacasteca  | Guillermo Vargas | 15:00 | 305   |       |
| Total de goles: 14 |       |               |                  |       |       |       |

| Jornada 12         | Jornada 12 | Jornada 12    | Jornada 12       | Jornada 12 | Jornada 12 | Jornada 12   | Jornada 12 | Jornada 12 | Jornada 12 | Jornada 12 |
| Grupo A            | Grupo A    | Grupo A       | Grupo A          | Grupo A    | Grupo A    | Grupo A      | Grupo A    | Grupo A    | Grupo A    | Grupo A    |
| Local              | Resultado  | Visitante     | Estadio          | Fecha      | Hora       | Espectadores |            |            |            |            |
| ------------------ | ---------- | ------------- | ---------------- | ---------- | ---------- | ------------ | ---------- | ---------- | ---------- | ---------- |
| Guanacasteca       | 1 - 1      | Cartaginés    | Chorotega        |            | 11:00      | 984          |            |            |            |            |
| Puntarenas         | 0 - 0      | Alajuelense   | Lito Pérez       | 11:00      | 1 746      |              |            |            |            |            |
| Ramonense          | 1 - 0      | San Carlos    | Guillermo Vargas | 11:00      | 630        |              |            |            |            |            |
| Grupo B            |            |               |                  |            |            |              |            |            |            |            |
| Carmelita          | 2 - 1      | Pérez Zeledón | Morera Soto      |            | 20:00      | 870          |            |            |            |            |
| Turrialba          | 1 - 1      | Saprissa      | Rafael Camacho   |            | 11:00      | 2 022        |            |            |            |            |
| Limonense          | 2 - 2      | Herediano     | Juan Gobán       | 12:00      | 1 776      |              |            |            |            |            |
| Total de goles: 12 |            |               |                  |            |            |              |            |            |            |            |

| Jornada 13         | Jornada 13 | Jornada 13   | Jornada 13       | Jornada 13 | Jornada 13 | Jornada 13   | Jornada 13 | Jornada 13 | Jornada 13 | Jornada 13 |
| Grupo A            | Grupo A    | Grupo A      | Grupo A          | Grupo A    | Grupo A    | Grupo A      | Grupo A    | Grupo A    | Grupo A    | Grupo A    |
| Local              | Resultado  | Visitante    | Estadio          | Fecha      | Hora       | Espectadores |            |            |            |            |
| ------------------ | ---------- | ------------ | ---------------- | ---------- | ---------- | ------------ | ---------- | ---------- | ---------- | ---------- |
| Alajuelense        | 2 - 1      | Guanacasteca | Morera Soto      |            | 20:00      | 3 049        |            |            |            |            |
| Cartaginés         | 3 - 0      | Ramonense    | Fello Meza       |            | 11:00      | 1 581        |            |            |            |            |
| San Carlos         | 3 - 0      | Puntarenas   | Carlos Ugalde    | 15:00      | 916        |              |            |            |            |            |
| Grupo B            |            |              |                  |            |            |              |            |            |            |            |
| Pérez Zeledón      | 5 - 0      | Limonense    | Municipal        |            | 19:00      | 800          |            |            |            |            |
| Saprissa           | 1 - 2      | Carmelita    | Ricardo Saprissa | 20:00      | 2 479      |              |            |            |            |            |
| Herediano          | 2 - 0      | Turrialba    | Rosabal Cordero  |            | 11:00      | 3 148        |            |            |            |            |
| Total de goles: 19 |            |              |                  |            |            |              |            |            |            |            |

| Jornada 14        | Jornada 14 | Jornada 14    | Jornada 14      | Jornada 14 | Jornada 14 | Jornada 14   | Jornada 14 | Jornada 14 | Jornada 14 | Jornada 14 |
| Grupo A           | Grupo A    | Grupo A       | Grupo A         | Grupo A    | Grupo A    | Grupo A      | Grupo A    | Grupo A    | Grupo A    | Grupo A    |
| Local             | Resultado  | Visitante     | Estadio         | Fecha      | Hora       | Espectadores |            |            |            |            |
| ----------------- | ---------- | ------------- | --------------- | ---------- | ---------- | ------------ | ---------- | ---------- | ---------- | ---------- |
| Guanacasteca      | 1 - 0      | San Carlos    | Chorotega       |            | 20:00      | 1 161        |            |            |            |            |
| Ramonense         | 1 - 0      | Puntarenas    | Palmareño Solís | 20:00      |            |              |            |            |            |            |
| Cartaginés        | 0 - 0      | Alajuelense   | Fello Meza      | 20:00      | 4 474      |              |            |            |            |            |
| Grupo B           |            |               |                 |            |            |              |            |            |            |            |
| Carmelita         | 1 - 0      | Turrialba     | Morera Soto     |            | 20:00      | 598          |            |            |            |            |
| Herediano         | 2 - 0      | Pérez Zeledón | Rosabal Cordero | 20:00      | 3 014      |              |            |            |            |            |
| Limonense         | 1 - 1      | Saprissa      | Juan Gobán      |            | 19:00      | 1 980        |            |            |            |            |
| Total de goles: 7 |            |               |                 |            |            |              |            |            |            |            |

| Jornada 15         | Jornada 15 | Jornada 15    | Jornada 15       | Jornada 15   | Jornada 15 | Jornada 15   | Jornada 15 | Jornada 15 | Jornada 15 | Jornada 15 |
| Grupo A            | Grupo A    | Grupo A       | Grupo A          | Grupo A      | Grupo A    | Grupo A      | Grupo A    | Grupo A    | Grupo A    | Grupo A    |
| Local              | Resultado  | Visitante     | Estadio          | Fecha        | Hora       | Espectadores |            |            |            |            |
| ------------------ | ---------- | ------------- | ---------------- | ------------ | ---------- | ------------ | ---------- | ---------- | ---------- | ---------- |
| Puntarenas         | 3 - 1      | Guanacasteca  | Lito Pérez       |              | 20:00      | 546          |            |            |            |            |
| Ramonense          | 1 - 2      | Alajuelense   | Guillermo Vargas |              | 15:00      | 2 450        |            |            |            |            |
| San Carlos         | 0 - 0      | Cartaginés    | Carlos Ugalde    | 3 de febrero | 19:00      | 1 587        |            |            |            |            |
| Grupo B            |            |               |                  |              |            |              |            |            |            |            |
| Turrialba          | 0 - 1      | Pérez Zeledón | Rafael Camacho   |              | 19:00      | 561          |            |            |            |            |
| Carmelita          | 3 - 2      | Limonense     | Morera Soto      |              | 11:00      | 483          |            |            |            |            |
| Saprissa           | 0 - 0      | Herediano     | Ricardo Saprissa | 11:00        | 3 552      |              |            |            |            |            |
| Total de goles: 13 |            |               |                  |              |            |              |            |            |            |            |

| Jornada 16         | Jornada 16 | Jornada 16 | Jornada 16      | Jornada 16   | Jornada 16 | Jornada 16   | Jornada 16 | Jornada 16 | Jornada 16 | Jornada 16 |
| Grupo A            | Grupo A    | Grupo A    | Grupo A         | Grupo A      | Grupo A    | Grupo A      | Grupo A    | Grupo A    | Grupo A    | Grupo A    |
| Local              | Resultado  | Visitante  | Estadio         | Fecha        | Hora       | Espectadores |            |            |            |            |
| ------------------ | ---------- | ---------- | --------------- | ------------ | ---------- | ------------ | ---------- | ---------- | ---------- | ---------- |
| Alajuelense        | 5 - 0      | San Carlos | Morera Soto     | 6 de febrero | 20:00      | 3 175        |            |            |            |            |
| Cartaginés         | 1 - 1      | Puntarenas | Fello Meza      | 7 de febrero | 11:00      | 2 185        |            |            |            |            |
| Guanacasteca       | 0 - 3      | Ramonense  | Chorotega       | 7 de febrero | 11:00      |              |            |            |            |            |
| Grupo B            |            |            |                 |              |            |              |            |            |            |            |
| Pérez Zeledón      | 1 - 0      | Saprissa   | Municipal       | 6 de febrero | 19:00      | 2 308        |            |            |            |            |
| Herediano          | 1 - 1      | Carmelita  | Rosabal Cordero | 7 de febrero | 11:00      | 3 671        |            |            |            |            |
| Limonense          | 2 - 1      | Turrialba  | Juan Gobán      | 7 de febrero | 12:00      |              |            |            |            |            |
| Total de goles: 16 |            |            |                 |              |            |              |            |            |            |            |

| Limonense          | 1 - 1 | San Carlos    | Juan Gobán       | 13 de febrero | 19:00 |       |
| Carmelita          | 1 - 2 | Alajuelense   | Morera Soto      | 13 de febrero | 20:00 | 8 480 |
| Cartaginés         | 1 - 0 | Puntarenas    | Fello Meza       | 13 de febrero | 20:00 | 1 610 |
| Guanacasteca       | 1 - 0 | Pérez Zeledón | Chorotega        | 14 de febrero | 11:00 | 656   |
| Turrialba          | 3 - 1 | Saprissa      | Rafael Camacho   | 14 de febrero | 11:00 | 1 140 |
| Ramonense          | 1 - 0 | Herediano     | Guillermo Vargas | 14 de febrero | 15:00 | 1 991 |
| Total de goles: 12 |       |               |                  |               |       |       |

| Carmelita          | 3 - 0 | San Carlos    | Morera Soto      | 20 de febrero | 20:00 |       |
| Cartaginés         | 0 - 1 | Saprissa      | Fello Meza       | 21 de febrero | 11:00 | 4 191 |
| Herediano          | 1 - 0 | Pérez Zeledón | Rosabal Cordero  | 21 de febrero | 11:00 | 1 649 |
| Turrialba          | 1 - 0 | Limonense     | Rafael Camacho   | 21 de febrero | 11:00 | 841   |
| Guanacasteca       | 1 - 1 | Puntarenas    | Chorotega        | 21 de febrero | 11:00 | 1 233 |
| Ramonense          | 2 - 1 | Alajuelense   | Guillermo Vargas | 21 de febrero | 15:00 | 2 573 |
| Total de goles: 11 |       |               |                  |               |       |       |

| Pérez Zeledón      | 1 - 0 | Limonense    | Municipal        | 24 de febrero | 19:00 | 674   |
| Saprissa           | 1 - 1 | Carmelita    | Ricardo Saprissa | 24 de febrero | 20:00 |       |
| Alajuelense        | 3 - 1 | Cartaginés   | Morera Soto      | 24 de febrero | 20:00 |       |
| Herediano          | 3 - 0 | Guanacasteca | Rosabal Cordero  | 24 de febrero | 20:00 | 1 760 |
| Puntarenas         | 3 - 0 | Ramonense    | Lito Pérez       | 24 de febrero | 20:00 | 1 159 |
| San Carlos         | 0 - 1 | Turrialba    | Carlos Ugalde    | 24 de febrero | 20:00 | 674   |
| Total de goles: 14 |       |              |                  |               |       |       |

| Saprissa          | 0 - 0 | Ramonense    | Ricardo Saprissa | 27 de febrero | 19:00 | 1 894 |
| Limonense         | 1 - 0 | Carmelita    | Juan Gobán       | 27 de febrero | 19:00 | 576   |
| Pérez Zeledón     | 2 - 2 | Turrialba    | Municipal        | 27 de febrero | 19:00 | 853   |
| San Carlos        | 0 - 1 | Cartaginés   | Carlos Ugalde    | 27 de febrero | 20:00 |       |
| Alajuelense       | 2 - 0 | Guanacasteca | Morera Soto      | 27 de febrero | 20:00 |       |
| Puntarenas        | 1 - 0 | Herediano    | Lito Pérez       | 28 de febrero | 11:00 | 1 832 |
| Total de goles: 9 |       |              |                  |               |       |       |

| Puntarenas        | 2 - 2 | Pérez Zeledón | Lito Pérez       | 6 de marzo | 20:00 | 1 072 |
| Carmelita         | 1 - 1 | Turrialba     | Morera Soto      | 6 de marzo | 20:00 |       |
| Guanacasteca      | 1 - 1 | Saprissa      | Chorotega        | 7 de marzo | 11:00 | 1 449 |
| Cartaginés        | 0 - 0 | Limonense     | Fello Meza       | 7 de marzo | 11:00 | 1 058 |
| Herediano         | 0 - 0 | Alajuelense   | Rosabal Cordero  | 7 de marzo | 11:00 | 5 790 |
| Ramonense         | 1 - 0 | San Carlos    | Guillermo Vargas | 7 de marzo | 15:00 | 681   |
| Total de goles: 9 |       |               |                  |            |       |       |

| Alajuelense        | 1 - 1 | Pérez Zeledón | Morera Soto      | 13 de marzo | 20:00 | 1 875 |
| Puntarenas         | 0 - 1 | Saprissa      | Lito Pérez       | 14 de marzo | 11:00 | 1 744 |
| Herediano          | 3 - 0 | San Carlos    | Rosabal Cordero  | 14 de marzo | 11:00 | 1 260 |
| Cartaginés         | 1 - 0 | Carmelita     | Fello Meza       | 14 de marzo | 11:00 | 481   |
| Guanacasteca       | 0 - 0 | Limonense     | Chorotega        | 14 de marzo | 11:00 | 682   |
| Ramonense          | 1 - 2 | Turrialba     | Guillermo Vargas | 14 de marzo | 15:00 | 588   |
| Total de goles: 10 |       |               |                  |             |       |       |

| Alajuelense        | 1 - 1 | Puntarenas   | Morera Soto    | 10 de marzo | 20:00 |     |
| Pérez Zeledón      | 1 - 3 | Carmelita    | Municipal      | 17 de marzo | 19:00 | 317 |
| Limonense          | 2 - 0 | Ramonense    | Juan Gobán     | 17 de marzo | 19:00 | 399 |
| Turrialba          | 2 - 1 | Cartaginés   | Rafael Camacho | 17 de marzo | 20:00 | 707 |
| San Carlos         | 2 - 1 | Guanacasteca | Carlos Ugalde  | 17 de marzo | 20:00 | 644 |
| Saprissa           | 0 - 0 | Herediano    | Nacional       | 18 de marzo | 20:00 |     |
| Total de goles: 14 |       |              |                |             |       |     |

| Turrialba          | 4 - 0 | Guanacasteca | Rafael Camacho   | 20 de marzo | 20:00 | 358   |
| Carmelita          | 0 - 1 | Ramonense    | Morera Soto      | 20 de marzo | 20:00 |       |
| Pérez Zeledón      | 0 - 0 | Cartaginés   | Municipal        | 21 de marzo | 11:00 | 477   |
| Limonense          | 1 - 0 | Herediano    | Juan Gobán       | 21 de marzo | 12:00 | 466   |
| San Carlos         | 1 - 1 | Puntarenas   | Carlos Ugalde    | 21 de marzo | 15:00 | 1 185 |
| Saprissa           | 2 - 1 | Alajuelense  | Ricardo Saprissa | 21 de marzo | 15:00 | 8 603 |
| Total de goles: 11 |       |              |                  |             |       |       |

| Ramonense          | 0 - 0 | Cartaginés    | Guillermo Vargas | 27 de marzo | 19:00 | 1 738 |
| Alajuelense        | 3 - 1 | San Carlos    | Morera Soto      | 27 de marzo | 20:00 | 852   |
| Puntarenas         | 3 - 2 | Limonense     | Lito Pérez       | 27 de marzo | 20:00 | 630   |
| Saprissa           | 1 - 0 | Pérez Zeledón | Ricardo Saprissa | 28 de marzo | 11:00 | 2 668 |
| Guanacasteca       | 2 - 2 | Carmelita     | Chorotega        | 28 de marzo | 11:00 |       |
| Herediano          | 2 - 2 | Turrialba     | Rosabal Cordero  | 28 de marzo | 11:00 | 2 013 |
| Total de goles: 18 |       |               |                  |             |       |       |

| Ramonense          | 1 - 0 | Pérez Zeledón | Guillermo Vargas | 31 de marzo | 19:00 | 1 006 |
| Limonense          | 0 - 3 | Alajuelense   | Juan Gobán       | 31 de marzo | 19:00 | 1 745 |
| San Carlos         | 2 - 2 | Saprissa      | Carlos Ugalde    | 31 de marzo | 20:00 | 3 138 |
| Cartaginés         | 1 - 1 | Guanacasteca  | Fello Meza       | 31 de marzo | 20:00 |       |
| Carmelita          | 1 - 2 | Herediano     | Morera Soto      | 31 de marzo | 20:00 | 1 038 |
| Turrialba          | 0 - 0 | Puntarenas    | Rafael Camacho   | 31 de marzo | 20:00 | 1 045 |
| Total de goles: 13 |       |               |                  |             |       |       |

| Puntarenas        | 4 - 0 | Carmelita  | Lito Pérez       | 3 de abril | 20:00 | 682   |
| Alajuelense       | 1 - 0 | Turrialba  | Morera Soto      | 3 de abril | 20:00 | 3 001 |
| Guanacasteca      | 0 - 1 | Ramonense  | Chorotega        | 4 de abril | 11:00 |       |
| Herediano         | 1 - 0 | Cartaginés | Rosabal Cordero  | 4 de abril | 11:00 | 2 372 |
| Saprissa          | 1 - 0 | Limonense  | Ricardo Saprissa | 4 de abril | 11:00 | 2 287 |
| Pérez Zeledón     | 0 - 0 | San Carlos | Municipal        | 4 de abril | 12:00 | 298   |
| Total de goles: 8 |       |            |                  |            |       |       |

| Jornada 28         | Jornada 28 | Jornada 28   | Jornada 28       | Jornada 28  | Jornada 28 | Jornada 28   | Jornada 28 | Jornada 28 | Jornada 28 | Jornada 28 |
| Grupo A            | Grupo A    | Grupo A      | Grupo A          | Grupo A     | Grupo A    | Grupo A      | Grupo A    | Grupo A    | Grupo A    | Grupo A    |
| Local              | Resultado  | Visitante    | Estadio          | Fecha       | Hora       | Espectadores |            |            |            |            |
| ------------------ | ---------- | ------------ | ---------------- | ----------- | ---------- | ------------ | ---------- | ---------- | ---------- | ---------- |
| Alajuelense        | 0 - 0      | Puntarenas   | Morera Soto      | 10 de abril | 20:00      |              |            |            |            |            |
| Cartaginés         | 2 - 0      | Guanacasteca | Fello Meza       | 11 de abril | 15:00      |              |            |            |            |            |
| San Carlos         | 2 - 1      | Ramonense    | Carlos Ugalde    | 11 de abril | 15:00      | 1 553        |            |            |            |            |
| Grupo B            |            |              |                  |             |            |              |            |            |            |            |
| Herediano          | 5 - 2      | Limonense    | Rosabal Cordero  | 11 de abril | 11:00      | 1 997        |            |            |            |            |
| Pérez Zeledón      | 1 - 1      | Carmelita    | Municipal        | 11 de abril | 12:00      | 517          |            |            |            |            |
| Saprissa           | 1 - 1      | Turrialba    | Ricardo Saprissa | 11 de abril | 15:00      | 4 242        |            |            |            |            |
| Total de goles: 16 |            |              |                  |             |            |              |            |            |            |            |

| Jornada 29         | Jornada 29 | Jornada 29    | Jornada 29       | Jornada 29  | Jornada 29 | Jornada 29   | Jornada 29 | Jornada 29 | Jornada 29 | Jornada 29 |
| Grupo A            | Grupo A    | Grupo A       | Grupo A          | Grupo A     | Grupo A    | Grupo A      | Grupo A    | Grupo A    | Grupo A    | Grupo A    |
| Local              | Resultado  | Visitante     | Estadio          | Fecha       | Hora       | Espectadores |            |            |            |            |
| ------------------ | ---------- | ------------- | ---------------- | ----------- | ---------- | ------------ | ---------- | ---------- | ---------- | ---------- |
| Puntarenas         | 3 - 0      | San Carlos    | Lito Pérez       | 17 de abril | 20:00      | 821          |            |            |            |            |
| Ramonense          | 1 - 2      | Cartaginés    | Guillermo Vargas | 17 de abril | 20:00      | 929          |            |            |            |            |
| Guanacasteca       | 0 - 3      | Alajuelense   | Chorotega        | 18 de abril | 11:00      |              |            |            |            |            |
| Grupo B            |            |               |                  |             |            |              |            |            |            |            |
| Turrialba          | 1 - 1      | Herediano     | Rafael Camacho   | 18 de abril | 11:00      | 2 677        |            |            |            |            |
| Limonense          | 0 - 2      | Pérez Zeledón | Juan Gobán       | 18 de abril | 11:00      |              |            |            |            |            |
| Carmelita          | 2 - 1      | Saprissa      | Morera Soto      | 28 de abril | 15:00      |              |            |            |            |            |
| Total de goles: 16 |            |               |                  |             |            |              |            |            |            |            |

| Jornada 30         | Jornada 30 | Jornada 30   | Jornada 30       | Jornada 30  | Jornada 30 | Jornada 30   | Jornada 30 | Jornada 30 | Jornada 30 | Jornada 30 |
| Grupo A            | Grupo A    | Grupo A      | Grupo A          | Grupo A     | Grupo A    | Grupo A      | Grupo A    | Grupo A    | Grupo A    | Grupo A    |
| Local              | Resultado  | Visitante    | Estadio          | Fecha       | Hora       | Espectadores |            |            |            |            |
| ------------------ | ---------- | ------------ | ---------------- | ----------- | ---------- | ------------ | ---------- | ---------- | ---------- | ---------- |
| San Carlos         | 4 - 1      | Guanacasteca | Carlos Ugalde    | 21 de abril | 20:00      | 3 001        |            |            |            |            |
| Puntarenas         | 2 - 0      | Ramonense    | Lito Pérez       | 21 de abril | 20:00      | 524          |            |            |            |            |
| Alajuelense        | 2 - 3      | Cartaginés   | Morera Soto      | 21 de abril | 20:00      |              |            |            |            |            |
| Grupo B            |            |              |                  |             |            |              |            |            |            |            |
| Pérez Zeledón      | 0 - 0      | Herediano    | Municipal        | 21 de abril | 19:00      | 1 223        |            |            |            |            |
| Saprissa           | 1 - 0      | Limonense    | Ricardo Saprissa | 21 de abril | 20:00      | 1 268        |            |            |            |            |
| Turrialba          | 0 - 0      | Carmelita    | Rafael Camacho   | 21 de abril | 20:00      | 923          |            |            |            |            |
| Total de goles: 13 |            |              |                  |             |            |              |            |            |            |            |

| Jornada 31         | Jornada 31 | Jornada 31 | Jornada 31      | Jornada 31  | Jornada 31 | Jornada 31   | Jornada 31 | Jornada 31 | Jornada 31 | Jornada 31 |
| Grupo A            | Grupo A    | Grupo A    | Grupo A         | Grupo A     | Grupo A    | Grupo A      | Grupo A    | Grupo A    | Grupo A    | Grupo A    |
| Local              | Resultado  | Visitante  | Estadio         | Fecha       | Hora       | Espectadores |            |            |            |            |
| ------------------ | ---------- | ---------- | --------------- | ----------- | ---------- | ------------ | ---------- | ---------- | ---------- | ---------- |
| Guanacasteca       | 1 - 2      | Puntarenas | Chorotega       | 25 de abril | 11:00      |              |            |            |            |            |
| Alajuelense        | 2 - 2      | Ramonense  | Morera Soto     | 25 de abril | 11:00      | 255          |            |            |            |            |
| Cartaginés         | 0 - 0      | San Carlos | Fello Meza      | 25 de abril | 15:00      |              |            |            |            |            |
| Grupo B            |            |            |                 |             |            |              |            |            |            |            |
| Pérez Zeledón      | 0 - 2      | Turrialba  | Municipal       | 24 de abril | 19:30      | 957          |            |            |            |            |
| Limonense          | 1 - 1      | Carmelita  | Juan Gobán      | 24 de abril | 20:00      | 226          |            |            |            |            |
| Herediano          | 6 - 3      | Saprissa   | Rosabal Cordero | 25 de abril | 11:00      | 7 354        |            |            |            |            |
| Total de goles: 20 |            |            |                 |             |            |              |            |            |            |            |

| Jornada 32         | Jornada 32 | Jornada 32    | Jornada 32       | Jornada 32 | Jornada 32 | Jornada 32   | Jornada 32 | Jornada 32 | Jornada 32 | Jornada 32 |
| Grupo A            | Grupo A    | Grupo A       | Grupo A          | Grupo A    | Grupo A    | Grupo A      | Grupo A    | Grupo A    | Grupo A    | Grupo A    |
| Local              | Resultado  | Visitante     | Estadio          | Fecha      | Hora       | Espectadores |            |            |            |            |
| ------------------ | ---------- | ------------- | ---------------- | ---------- | ---------- | ------------ | ---------- | ---------- | ---------- | ---------- |
| Ramonense          | 3 - 2      | Guanacasteca  | Guillermo Vargas | 2 de mayo  | 11:00      |              |            |            |            |            |
| San Carlos         | 1 - 1      | Alajuelense   | Carlos Ugalde    | 2 de mayo  | 11:00      | 1 254        |            |            |            |            |
| Puntarenas         | 4 - 0      | Cartaginés    | Lito Pérez       | 2 de mayo  | 11:00      | 743          |            |            |            |            |
| Grupo B            |            |               |                  |            |            |              |            |            |            |            |
| Saprissa           | 0 - 0      | Pérez Zeledón | Ricardo Saprissa | 1 de mayo  | 20:00      |              |            |            |            |            |
| Turrialba          | 1 - 2      | Limonense     | Rafael Camacho   | 1 de mayo  | 20:00      |              |            |            |            |            |
| Carmelita          | 1 - 1      | Herediano     | Morera Soto      | 2 de mayo  | 11:00      | 1 208        |            |            |            |            |
| Total de goles: 16 |            |               |                  |            |            |              |            |            |            |            |

## Segunda fase

### Cuadrangular A
| Pos. | Equipo             | Pts. | PJ | G | E | P | GF | GC | Dif. | Notas                   |
| ---- | ------------------ | ---- | -- | - | - | - | -- | -- | ---- | ----------------------- |
| 1    | C. S. Cartaginés   | 7    | 6  | 2 | 3 | 1 | 7  | 6  | +1   | Clasifica a semifinales |
| 2    | L. D. Alajuelense  | 7    | 6  | 3 | 1 | 2 | 9  | 6  | +3   | Clasifica a semifinales |
| 3    | A. D. Carmelita    | 5    | 6  | 1 | 3 | 2 | 8  | 9  | −1   |                         |
| 4    | Deportivo Saprissa | 5    | 6  | 2 | 1 | 3 | 6  | 9  | −3   |                         |

 Fuente: La República
Criterios de clasificación: Puntos · Diferencia de goles · Goles a favor

### Cuadrangular B
| Pos. | Equipo               | Pts. | PJ | G | E | P | GF | GC | Dif. | Notas                   |
| ---- | -------------------- | ---- | -- | - | - | - | -- | -- | ---- | ----------------------- |
| 1    | Municipal Turrialba  | 7    | 6  | 3 | 1 | 2 | 11 | 10 | +1   | Clasifica a semifinales |
| 2    | C. S. Herediano      | 7    | 6  | 3 | 1 | 2 | 8  | 7  | +1   | Clasifica a semifinales |
| 3    | A. D. Ramonense      | 7    | 6  | 3 | 1 | 2 | 12 | 11 | +1   |                         |
| 4    | Municipal Puntarenas | 3    | 6  | 1 | 1 | 4 | 9  | 12 | −3   |                         |

 Fuente: La República
Criterios de clasificación: Puntos · Diferencia de goles · Goles a favor

### Resultados
- Los horarios corresponden al tiempo de Costa Rica (UTC-6).

| Jornada 1          | Jornada 1      | Jornada 1      | Jornada 1       | Jornada 1      | Jornada 1      | Jornada 1      | Jornada 1      | Jornada 1      | Jornada 1      | Jornada 1      |
| Cuadrangular A     | Cuadrangular A | Cuadrangular A | Cuadrangular A  | Cuadrangular A | Cuadrangular A | Cuadrangular A | Cuadrangular A | Cuadrangular A | Cuadrangular A | Cuadrangular A |
| Local              | Resultado      | Visitante      | Estadio         | Fecha          | Hora           | Espectadores   |                |                |                |                |
| ------------------ | -------------- | -------------- | --------------- | -------------- | -------------- | -------------- | -------------- | -------------- | -------------- | -------------- |
| Carmelita          | 3 - 2          | Saprissa       | Morera Soto     | 8 de mayo      | 20:00          | 2 969          |                |                |                |                |
| Cartaginés         | 0 - 0          | Alajuelense    | Fello Meza      | 9 de mayo      | 11:00          | 3 403          |                |                |                |                |
| Cuadrangular B     |                |                |                 |                |                |                |                |                |                |                |
| Turrialba          | 2 - 2          | Ramonense      | Rafael Camacho  | 9 de mayo      | 11:00          | 806            |                |                |                |                |
| Herediano          | 1 - 1          | Puntarenas     | Rosabal Cordero | 9 de mayo      | 11:00          | 5 550          |                |                |                |                |
| Total de goles: 11 |                |                |                 |                |                |                |                |                |                |                |

| Jornada 2          | Jornada 2      | Jornada 2      | Jornada 2       | Jornada 2      | Jornada 2      | Jornada 2      | Jornada 2      | Jornada 2      | Jornada 2      | Jornada 2      |
| Cuadrangular A     | Cuadrangular A | Cuadrangular A | Cuadrangular A  | Cuadrangular A | Cuadrangular A | Cuadrangular A | Cuadrangular A | Cuadrangular A | Cuadrangular A | Cuadrangular A |
| Local              | Resultado      | Visitante      | Estadio         | Fecha          | Hora           | Espectadores   |                |                |                |                |
| ------------------ | -------------- | -------------- | --------------- | -------------- | -------------- | -------------- | -------------- | -------------- | -------------- | -------------- |
| Cartaginés         | 1 - 0          | Saprissa       | Fello Meza      | 12 de mayo     | 20:00          | 1 808          |                |                |                |                |
| Alajuelense        | 2 - 1          | Carmelita      | Morera Soto     | 19 de mayo     | 20:00          | 1 822          |                |                |                |                |
| Cuadrangular B     |                |                |                 |                |                |                |                |                |                |                |
| Puntarenas         | 2 - 3          | Turrialba      | Lito Pérez      | 13 de mayo     | 20:00          | 2 059          |                |                |                |                |
| Herediano          | 2 - 0          | Ramonense      | Rosabal Cordero | 19 de mayo     | 20:00          | 2 067          |                |                |                |                |
| Total de goles: 11 |                |                |                 |                |                |                |                |                |                |                |

| Jornada 3         | Jornada 3      | Jornada 3      | Jornada 3        | Jornada 3      | Jornada 3      | Jornada 3      | Jornada 3      | Jornada 3      | Jornada 3      | Jornada 3      |
| Cuadrangular A    | Cuadrangular A | Cuadrangular A | Cuadrangular A   | Cuadrangular A | Cuadrangular A | Cuadrangular A | Cuadrangular A | Cuadrangular A | Cuadrangular A | Cuadrangular A |
| Local             | Resultado      | Visitante      | Estadio          | Fecha          | Hora           | Espectadores   |                |                |                |                |
| ----------------- | -------------- | -------------- | ---------------- | -------------- | -------------- | -------------- | -------------- | -------------- | -------------- | -------------- |
| Carmelita         | 0 - 0          | Cartaginés     | Morera Soto      | 15 de mayo     | 20:00          | 1 241          |                |                |                |                |
| Saprissa          | 2 - 0          | Alajuelense    | Ricardo Saprissa | 16 de mayo     | 11:00          | 5 178          |                |                |                |                |
| Cuadrangular B    |                |                |                  |                |                |                |                |                |                |                |
| Ramonense         | 2 - 1          | Puntarenas     | Guillermo Vargas | 16 de mayo     | 11:00          | 1 673          |                |                |                |                |
| Turrialba         | 2 - 0          | Herediano      | Rafael Camacho   | 16 de mayo     | 11:00          | 2 601          |                |                |                |                |
| Total de goles: 7 |                |                |                  |                |                |                |                |                |                |                |

| Jornada 4          | Jornada 4      | Jornada 4      | Jornada 4        | Jornada 4      | Jornada 4      | Jornada 4      | Jornada 4      | Jornada 4      | Jornada 4      | Jornada 4      |
| Cuadrangular A     | Cuadrangular A | Cuadrangular A | Cuadrangular A   | Cuadrangular A | Cuadrangular A | Cuadrangular A | Cuadrangular A | Cuadrangular A | Cuadrangular A | Cuadrangular A |
| Local              | Resultado      | Visitante      | Estadio          | Fecha          | Hora           | Espectadores   |                |                |                |                |
| ------------------ | -------------- | -------------- | ---------------- | -------------- | -------------- | -------------- | -------------- | -------------- | -------------- | -------------- |
| Alajuelense        | 1 - 2          | Cartaginés     | Morera Soto      | 23 de mayo     | 11:00          | 2 920          |                |                |                |                |
| Saprissa           | 0 - 0          | Carmelita      | Ricardo Saprissa | 23 de mayo     | 11:00          | 3 214          |                |                |                |                |
| Cuadrangular B     |                |                |                  |                |                |                |                |                |                |                |
| Puntarenas         | 1 - 2          | Herediano      | Lito Pérez       | 23 de mayo     | 11:00          | 2 175          |                |                |                |                |
| Ramonense          | 4 - 1          | Turrialba      | Guillermo Vargas | 23 de mayo     | 11:00          | 1 346          |                |                |                |                |
| Total de goles: 11 |                |                |                  |                |                |                |                |                |                |                |

| Jornada 5          | Jornada 5      | Jornada 5      | Jornada 5        | Jornada 5      | Jornada 5      | Jornada 5      | Jornada 5      | Jornada 5      | Jornada 5      | Jornada 5      |
| Cuadrangular A     | Cuadrangular A | Cuadrangular A | Cuadrangular A   | Cuadrangular A | Cuadrangular A | Cuadrangular A | Cuadrangular A | Cuadrangular A | Cuadrangular A | Cuadrangular A |
| Local              | Resultado      | Visitante      | Estadio          | Fecha          | Hora           | Espectadores   |                |                |                |                |
| ------------------ | -------------- | -------------- | ---------------- | -------------- | -------------- | -------------- | -------------- | -------------- | -------------- | -------------- |
| Saprissa           | 2 - 1          | Cartaginés     | Ricardo Saprissa | 30 de mayo     | 11:00          | 4 041          |                |                |                |                |
| Carmelita          | 1 - 2          | Alajuelense    | Morera Soto      | 30 de mayo     | 11:00          | 1 779          |                |                |                |                |
| Cuadrangular B     |                |                |                  |                |                |                |                |                |                |                |
| Ramonense          | 1 - 3          | Herediano      | Guillermo Vargas | 30 de mayo     | 11:00          | 3 035          |                |                |                |                |
| Turrialba          | 1 - 2          | Puntarenas     | Rafael Camacho   | 30 de mayo     | 11:00          | 858            |                |                |                |                |
| Total de goles: 13 |                |                |                  |                |                |                |                |                |                |                |

| Jornada 6          | Jornada 6      | Jornada 6      | Jornada 6       | Jornada 6      | Jornada 6      | Jornada 6      | Jornada 6      | Jornada 6      | Jornada 6      | Jornada 6      |
| Cuadrangular A     | Cuadrangular A | Cuadrangular A | Cuadrangular A  | Cuadrangular A | Cuadrangular A | Cuadrangular A | Cuadrangular A | Cuadrangular A | Cuadrangular A | Cuadrangular A |
| Local              | Resultado      | Visitante      | Estadio         | Fecha          | Hora           | Espectadores   |                |                |                |                |
| ------------------ | -------------- | -------------- | --------------- | -------------- | -------------- | -------------- | -------------- | -------------- | -------------- | -------------- |
| Alajuelense        | 4 - 0          | Saprissa       | Morera Soto     | 5 de junio     | 20:00          |                |                |                |                |                |
| Cartaginés         | 3 - 3          | Carmelita      | Fello Meza      | 6 de junio     | 12:00          |                |                |                |                |                |
| Cuadrangular B     |                |                |                 |                |                |                |                |                |                |                |
| Herediano          | 0 - 2          | Turrialba      | Rosabal Cordero | 6 de junio     | 11:00          | 4 170          |                |                |                |                |
| Puntarenas         | 2 - 3          | Ramonense      | Lito Pérez      | 6 de junio     | 11:00          | 821            |                |                |                |                |
| Total de goles: 17 |                |                |                 |                |                |                |                |                |                |                |

### Semifinales

#### Cartaginés vs. Herediano
| Ida; 10 de junio de 1993, 12:00 | C. S. Cartaginés         | 1:1 (1:1) | C. S. Herediano | Estadio "Fello" Meza, Cartago                                        |                                                                      |
|                                 | - Alexánder Madrigal 14' | Reporte   | - Nidelson 4'   | Asistencia: 5 834 espectadores Árbitro(s): Carlos Javier Castellanos | Asistencia: 5 834 espectadores Árbitro(s): Carlos Javier Castellanos |

| Vuelta; 13 de junio de 1993, 11:00 | C. S. Herediano       | 1:2 (0:1) (Global 2:3) | C. S. Cartaginés                | Estadio Rosabal Cordero, Heredia                       |                                                        |
|                                    | - Héctor Marchena 63' | Reporte                | - Vivó 17' - Luis Fernández 64' | Asistencia: 5 476 espectadores Árbitro(s): Berny Ulloa | Asistencia: 5 476 espectadores Árbitro(s): Berny Ulloa |

#### Turrialba vs. Alajuelense
| Ida; 10 de junio de 1993, 12:00 | Municipal Turrialba                                  | 2:1 (1:0) | L. D. Alajuelense     | Estadio Nacional, San José                                      |                                                                 |
|                                 | - Sivianny Rodriguez 45+1' - José Alberto Solano 89' | Reporte   | - Richard Smith 90+1' | Asistencia: 7 941 espectadores Árbitro(s): Víctor Hugo Alvarado | Asistencia: 7 941 espectadores Árbitro(s): Víctor Hugo Alvarado |

| Vuelta; 13 de junio de 1993, 11:00 | L. D. Alajuelense                            | 2:0 (1:0) (Global 3:2) | Municipal Turrialba | Estadio Morera Soto, Alajuela                                        |                                                                      |
|                                    | - Claudio Jara 5' - Juan Carlos Arguedas 73' | Reporte                |                     | Asistencia: 6 384 espectadores Árbitro(s): Carlos Javier Castellanos | Asistencia: 6 384 espectadores Árbitro(s): Carlos Javier Castellanos |

### Final

#### Cartaginés vs. Alajuelense
| Ida; 20 de junio de 1993, 11:00 | C. S. Cartaginés | 0:0     | L. D. Alajuelense | Estadio "Fello" Meza, Cartago                              |                                                            |
|                                 |                  | Reporte |                   | Asistencia: 9 328 espectadores Árbitro(s): Rodrigo Badilla | Asistencia: 9 328 espectadores Árbitro(s): Rodrigo Badilla |

| Vuelta; 27 de junio de 1993, 11:00 | L. D. Alajuelense                               | 0:0 (1:4 p.)(Global 0:0)   | C. S. Cartaginés                                                     | Estadio Morera Soto, Alajuela                           |                                                         |
|                                    |                                                 | Reporte                    |                                                                      | Asistencia: 14 794 espectadores Árbitro(s): Berny Ulloa | Asistencia: 14 794 espectadores Árbitro(s): Berny Ulloa |
|                                    |                                                 | Tiros desde el punto penal |                                                                      |                                                         |                                                         |
|                                    | - Claudio Jara - Wilmer López - Joaquín Guillén |                            | - Marco Tulio Hidalgo - Alexander Gómez - Calvo - Alexánder Madrigal |                                                         |                                                         |

## Gran final
Disputaron la gran final el líder de la primera fase y el vencedor de la segunda fase.

### Herediano vs. Cartaginés
| Ida; 4 de julio de 1993, 11:00 | C. S. Herediano                                  | 2:0 (1:0) | C. S. Cartaginés | Estadio Rosabal Cordero, Heredia                            |                                                             |
|                                | - Marvin Obando 38' (pen.) - Rolando Corella 80' | Reporte   |                  | Asistencia: 12 437 espectadores Árbitro(s): Rodrigo Badilla | Asistencia: 12 437 espectadores Árbitro(s): Rodrigo Badilla |

| Vuelta; 11 de julio de 1993, 11:00 | C. S. Cartaginés | 0:0 (Global 0:2) | C. S. Herediano | Estadio "Fello" Meza, Cartago   |                                 |
| |                  | Reporte          |                 | Asistencia: 12 965 espectadores | Asistencia: 12 965 espectadores |
| El partido se suspendió al minuto 45' debido a disturbios entre aficionados y efectivos de seguridad pública quienes invadieron la cancha. El árbitro central anunció la suspensión definitiva del partido con el fin de proteger la integridad física de los futbolistas y de los demás asistentes. Finalmente, el juego reanudó el segundo tiempo el 29 de julio en el Estadio Nacional a puerta cerrada. |                  |                  |                 |                                 |                                 |

#### Final - ida
| -     | POR   | Hermidio Barrantes  |     |
|       | DEF   | José Carlos Chaves  |     |
|       | DEF   | Geovanny Jara       |     |
|       | DEF   | Héctor Marchena     |     |
|       | DEF   | Germán Rodríguez    |     |
|       | MED   | Mauricio Solís      |     |
|       | MED   | Marvin Obando       | 76' |
|       | MED   | Germán Chavarría    |     |
|       | MED   | Kenneth Paniagua    |     |
|       | DEL   | Róger Gómez         |     |
|       | DEL   | Norman Gómez        | 63' |
| D. T. | D. T. | Juan Luis Hernández |     |

| -     | POR   | Desiderio Calvo    |     |
|       | DEF   | Ronald Marín       |     |
|       | DEF   | Alexander Gómez    |     |
|       | DEF   | Alexánder Madrigal |     |
|       | DEF   | Dáger Villalobos   |     |
|       | MED   | Juan Alvarado      |     |
|       | MED   | Víctor Calvo       |     |
|       | MED   | Humberto Brenes    | 85' |
|       | MED   | Carlos Vivó        |     |
|       | DEL   | Luis Fernández     |     |
|       | DEL   | Víctor Cascante    |     |
| D. T. | D. T. | Rodolfo Arias      |     |

| - | DEL | Rolando Corella      | 63' |
|   | MED | Carlos Javier Angulo | 76' |

| - | MED | Marco Tulio Hidalgo | 85' |

| 38' · 80' | Marvin Obando Rolando Corella | 1:0 2:0 |

| 40' · 67' · 80' | Róger Gómez Héctor Marchena Mauricio Solís |

| 10' · 67' · 86' | Víctor Calvo Víctor Cascante Dáger Villalobos |

| Principal  | Rodrigo Badilla      |
| Asistentes | Víctor Hugo Alvarado |
|            | Alejandro Avilés     |

|  |                   |    |    |
|  | Tiros             | 21 | 16 |
|  | Tiros a puerta    | 8  | 5  |
|  | Faltas            | 16 | 21 |
|  | Saques de esquina | 4  | 7  |
|  | Penaltis          | 1  | 0  |
|  | Fueras de juego   | 5  | 2  |

| -     | POR   | Hermidio Barrantes  |     |
|       | DEF   | José Carlos Chaves  |     |
|       | DEF   | Geovanny Jara       |     |
|       | DEF   | Héctor Marchena     |     |
|       | DEF   | Germán Rodríguez    |     |
|       | MED   | Mauricio Solís      |     |
|       | MED   | Marvin Obando       | 76' |
|       | MED   | Germán Chavarría    |     |
|       | MED   | Kenneth Paniagua    |     |
|       | DEL   | Róger Gómez         |     |
|       | DEL   | Norman Gómez        | 63' |
| D. T. | D. T. | Juan Luis Hernández |     |

| -     | POR   | Desiderio Calvo    |     |
|       | DEF   | Ronald Marín       |     |
|       | DEF   | Alexander Gómez    |     |
|       | DEF   | Alexánder Madrigal |     |
|       | DEF   | Dáger Villalobos   |     |
|       | MED   | Juan Alvarado      |     |
|       | MED   | Víctor Calvo       |     |
|       | MED   | Humberto Brenes    | 85' |
|       | MED   | Carlos Vivó        |     |
|       | DEL   | Luis Fernández     |     |
|       | DEL   | Víctor Cascante    |     |
| D. T. | D. T. | Rodolfo Arias      |     |

| - | DEL | Rolando Corella      | 63' |
|   | MED | Carlos Javier Angulo | 76' |

| - | MED | Marco Tulio Hidalgo | 85' |

| 38' · 80' | Marvin Obando Rolando Corella | 1:0 2:0 |

| 40' · 67' · 80' | Róger Gómez Héctor Marchena Mauricio Solís |

| 10' · 67' · 86' | Víctor Calvo Víctor Cascante Dáger Villalobos |

| Principal  | Rodrigo Badilla      |
| Asistentes | Víctor Hugo Alvarado |
|            | Alejandro Avilés     |

|  |                   |    |    |
|  | Tiros             | 21 | 16 |
|  | Tiros a puerta    | 8  | 5  |
|  | Faltas            | 16 | 21 |
|  | Saques de esquina | 4  | 7  |
|  | Penaltis          | 1  | 0  |
|  | Fueras de juego   | 5  | 2  |

| -     | POR   | Hermidio Barrantes  |     |
|       | DEF   | José Carlos Chaves  |     |
|       | DEF   | Geovanny Jara       |     |
|       | DEF   | Héctor Marchena     |     |
|       | DEF   | Germán Rodríguez    |     |
|       | MED   | Mauricio Solís      |     |
|       | MED   | Marvin Obando       | 76' |
|       | MED   | Germán Chavarría    |     |
|       | MED   | Kenneth Paniagua    |     |
|       | DEL   | Róger Gómez         |     |
|       | DEL   | Norman Gómez        | 63' |
| D. T. | D. T. | Juan Luis Hernández |     |

| -     | POR   | Desiderio Calvo    |     |
|       | DEF   | Ronald Marín       |     |
|       | DEF   | Alexander Gómez    |     |
|       | DEF   | Alexánder Madrigal |     |
|       | DEF   | Dáger Villalobos   |     |
|       | MED   | Juan Alvarado      |     |
|       | MED   | Víctor Calvo       |     |
|       | MED   | Humberto Brenes    | 85' |
|       | MED   | Carlos Vivó        |     |
|       | DEL   | Luis Fernández     |     |
|       | DEL   | Víctor Cascante    |     |
| D. T. | D. T. | Rodolfo Arias      |     |

| - | DEL | Rolando Corella      | 63' |
|   | MED | Carlos Javier Angulo | 76' |

| - | MED | Marco Tulio Hidalgo | 85' |

| 38' · 80' | Marvin Obando Rolando Corella | 1:0 2:0 |

| 40' · 67' · 80' | Róger Gómez Héctor Marchena Mauricio Solís |

| 10' · 67' · 86' | Víctor Calvo Víctor Cascante Dáger Villalobos |

| Principal  | Rodrigo Badilla      |
| Asistentes | Víctor Hugo Alvarado |
|            | Alejandro Avilés     |

|  |                   |    |    |
|  | Tiros             | 21 | 16 |
|  | Tiros a puerta    | 8  | 5  |
|  | Faltas            | 16 | 21 |
|  | Saques de esquina | 4  | 7  |
|  | Penaltis          | 1  | 0  |
|  | Fueras de juego   | 5  | 2  |

| -     | POR   | Hermidio Barrantes  |     |
|       | DEF   | José Carlos Chaves  |     |
|       | DEF   | Geovanny Jara       |     |
|       | DEF   | Héctor Marchena     |     |
|       | DEF   | Germán Rodríguez    |     |
|       | MED   | Mauricio Solís      |     |
|       | MED   | Marvin Obando       | 76' |
|       | MED   | Germán Chavarría    |     |
|       | MED   | Kenneth Paniagua    |     |
|       | DEL   | Róger Gómez         |     |
|       | DEL   | Norman Gómez        | 63' |
| D. T. | D. T. | Juan Luis Hernández |     |

| -     | POR   | Desiderio Calvo    |     |
|       | DEF   | Ronald Marín       |     |
|       | DEF   | Alexander Gómez    |     |
|       | DEF   | Alexánder Madrigal |     |
|       | DEF   | Dáger Villalobos   |     |
|       | MED   | Juan Alvarado      |     |
|       | MED   | Víctor Calvo       |     |
|       | MED   | Humberto Brenes    | 85' |
|       | MED   | Carlos Vivó        |     |
|       | DEL   | Luis Fernández     |     |
|       | DEL   | Víctor Cascante    |     |
| D. T. | D. T. | Rodolfo Arias      |     |

| - | DEL | Rolando Corella      | 63' |
|   | MED | Carlos Javier Angulo | 76' |

| - | MED | Marco Tulio Hidalgo | 85' |

| 38' · 80' | Marvin Obando Rolando Corella | 1:0 2:0 |

| 40' · 67' · 80' | Róger Gómez Héctor Marchena Mauricio Solís |

| 10' · 67' · 86' | Víctor Calvo Víctor Cascante Dáger Villalobos |

| Principal  | Rodrigo Badilla      |
| Asistentes | Víctor Hugo Alvarado |
|            | Alejandro Avilés     |

|  |                   |    |    |
|  | Tiros             | 21 | 16 |
|  | Tiros a puerta    | 8  | 5  |
|  | Faltas            | 16 | 21 |
|  | Saques de esquina | 4  | 7  |
|  | Penaltis          | 1  | 0  |
|  | Fueras de juego   | 5  | 2  |

#### Final - vuelta
| -     | POR   | Desiderio Calvo    |     |
|       | DEF   | Ronald Marín       |     |
|       | DEF   | Dáger Villalobos   |     |
|       | DEF   | Juan Alvarado      | 46' |
|       | DEF   | Alexander Gómez    | 46' |
|       | MED   | Alexánder Madrigal |     |
|       | MED   | Víctor Calvo       |     |
|       | MED   | Humberto Brenes    |     |
|       | MED   | Luis Fernández     |     |
|       | DEL   | Carlos Vivó        |     |
|       | DEL   | Víctor Cascante    |     |
| D. T. | D. T. | Rodolfo Arias      |     |

| -     | POR   | Hermidio Barrantes  |     |
|       | DEF   | José Carlos Chaves  |     |
|       | DEF   | Héctor Marchena     |     |
|       | DEF   | Geovanny Jara       |     |
|       | DEF   | Germán Rodríguez    |     |
|       | MED   | Marvin Obando       | 75' |
|       | MED   | Germán Chavarría    |     |
|       | MED   | Mauricio Solís      |     |
|       | MED   | Kenneth Paniagua    |     |
|       | DEL   | Róger Gómez         |     |
|       | DEL   | Norman Gómez        | 74' |
| D. T. | D. T. | Juan Luis Hernández |     |

| - | MED | Marco Tulio Hidalgo | 46' |
|   | DEL | Bernal Mullins      | 46' |

| - | DEL | Rolando Corella      | 74' |
|   | MED | Carlos Javier Angulo | 75' |

| Principal  | José Luis Vargas |
| Asistentes | Greivin Porras   |
|            | Efraín Rodríguez |
| Cuarto     | Ronald Gutiérrez |

| -     | POR   | Desiderio Calvo    |     |
|       | DEF   | Ronald Marín       |     |
|       | DEF   | Dáger Villalobos   |     |
|       | DEF   | Juan Alvarado      | 46' |
|       | DEF   | Alexander Gómez    | 46' |
|       | MED   | Alexánder Madrigal |     |
|       | MED   | Víctor Calvo       |     |
|       | MED   | Humberto Brenes    |     |
|       | MED   | Luis Fernández     |     |
|       | DEL   | Carlos Vivó        |     |
|       | DEL   | Víctor Cascante    |     |
| D. T. | D. T. | Rodolfo Arias      |     |

| -     | POR   | Hermidio Barrantes  |     |
|       | DEF   | José Carlos Chaves  |     |
|       | DEF   | Héctor Marchena     |     |
|       | DEF   | Geovanny Jara       |     |
|       | DEF   | Germán Rodríguez    |     |
|       | MED   | Marvin Obando       | 75' |
|       | MED   | Germán Chavarría    |     |
|       | MED   | Mauricio Solís      |     |
|       | MED   | Kenneth Paniagua    |     |
|       | DEL   | Róger Gómez         |     |
|       | DEL   | Norman Gómez        | 74' |
| D. T. | D. T. | Juan Luis Hernández |     |

| - | MED | Marco Tulio Hidalgo | 46' |
|   | DEL | Bernal Mullins      | 46' |

| - | DEL | Rolando Corella      | 74' |
|   | MED | Carlos Javier Angulo | 75' |

| Principal  | José Luis Vargas |
| Asistentes | Greivin Porras   |
|            | Efraín Rodríguez |
| Cuarto     | Ronald Gutiérrez |

| -     | POR   | Desiderio Calvo    |     |
|       | DEF   | Ronald Marín       |     |
|       | DEF   | Dáger Villalobos   |     |
|       | DEF   | Juan Alvarado      | 46' |
|       | DEF   | Alexander Gómez    | 46' |
|       | MED   | Alexánder Madrigal |     |
|       | MED   | Víctor Calvo       |     |
|       | MED   | Humberto Brenes    |     |
|       | MED   | Luis Fernández     |     |
|       | DEL   | Carlos Vivó        |     |
|       | DEL   | Víctor Cascante    |     |
| D. T. | D. T. | Rodolfo Arias      |     |

| -     | POR   | Hermidio Barrantes  |     |
|       | DEF   | José Carlos Chaves  |     |
|       | DEF   | Héctor Marchena     |     |
|       | DEF   | Geovanny Jara       |     |
|       | DEF   | Germán Rodríguez    |     |
|       | MED   | Marvin Obando       | 75' |
|       | MED   | Germán Chavarría    |     |
|       | MED   | Mauricio Solís      |     |
|       | MED   | Kenneth Paniagua    |     |
|       | DEL   | Róger Gómez         |     |
|       | DEL   | Norman Gómez        | 74' |
| D. T. | D. T. | Juan Luis Hernández |     |

| - | MED | Marco Tulio Hidalgo | 46' |
|   | DEL | Bernal Mullins      | 46' |

| - | DEL | Rolando Corella      | 74' |
|   | MED | Carlos Javier Angulo | 75' |

| Principal  | José Luis Vargas |
| Asistentes | Greivin Porras   |
|            | Efraín Rodríguez |
| Cuarto     | Ronald Gutiérrez |

| -     | POR   | Desiderio Calvo    |     |
|       | DEF   | Ronald Marín       |     |
|       | DEF   | Dáger Villalobos   |     |
|       | DEF   | Juan Alvarado      | 46' |
|       | DEF   | Alexander Gómez    | 46' |
|       | MED   | Alexánder Madrigal |     |
|       | MED   | Víctor Calvo       |     |
|       | MED   | Humberto Brenes    |     |
|       | MED   | Luis Fernández     |     |
|       | DEL   | Carlos Vivó        |     |
|       | DEL   | Víctor Cascante    |     |
| D. T. | D. T. | Rodolfo Arias      |     |

| -     | POR   | Hermidio Barrantes  |     |
|       | DEF   | José Carlos Chaves  |     |
|       | DEF   | Héctor Marchena     |     |
|       | DEF   | Geovanny Jara       |     |
|       | DEF   | Germán Rodríguez    |     |
|       | MED   | Marvin Obando       | 75' |
|       | MED   | Germán Chavarría    |     |
|       | MED   | Mauricio Solís      |     |
|       | MED   | Kenneth Paniagua    |     |
|       | DEL   | Róger Gómez         |     |
|       | DEL   | Norman Gómez        | 74' |
| D. T. | D. T. | Juan Luis Hernández |     |

| - | MED | Marco Tulio Hidalgo | 46' |
|   | DEL | Bernal Mullins      | 46' |

| - | DEL | Rolando Corella      | 74' |
|   | MED | Carlos Javier Angulo | 75' |

| Principal  | José Luis Vargas |
| Asistentes | Greivin Porras   |
|            | Efraín Rodríguez |
| Cuarto     | Ronald Gutiérrez |

|                                      |
|                                      |
| Campeón C. S. Herediano 21.er título |

## Estadísticas

### Tabla de goleadores
Lista con los máximos anotadores de la temporada.
| Pos. | Jugador           | Equipo      | Goles |
| ---- | ----------------- | ----------- | ----- |
| 1.º  | Nidelson          | Herediano   | 21    |
| 2.º  | Claudio Jara      | Alajuelense | 16    |
| 3.º  | Adonis Hilario    | Saprissa    | 14    |
| =    | Erick Rodríguez   | Puntarenas  | 14    |
| =    | Javier Astúa      | Puntarenas  | 14    |
| =    | Guillermo Guardia | Limonense   | 14    |
| 7.º  | Róger Gómez       | Herediano   | 13    |
| =    | Luis Fernández    | Cartaginés  | 13    |
| =    | Floyd Guthrie     | Turrialba   | 13    |
| 10.º | Gilberth Solano   | Ramonense   | 12    |